# جواو بيدرو (لاعب كرة قدم برتغالي)
جواو بيدرو هو لاعب كرة قدم برتغالي في مركز الوسط، ولد في 11 سبتمبر 1984 في بورتو في البرتغال. شارك مع منتخب البرتغال تحت 19 سنة لكرة القدم. أما مع النوادي، فقد لعب مع نادي بوافيشتا ونادي بيرا مار ودوكسا كاتوكوبياس ‏ ونادي غوندومار وASIL Lysi ‏ وC.F. União de Lamas ‏ وDigenis Akritas Morphou FC ‏.

## وصلات خارجية
- جواو بيدرو على موقع قاعدة بيانات كرة القدم.إي يو (الإنجليزية)
- جواو بيدرو على موقع Soccerway.com (الإنجليزية)